# Arboretum de la Forêt d'Épinal
El Arboreto del bosque de Épinal (en francés: Arboretum de la Forêt d'Épinal), es un arboreto de 1,1 hectáreas de extensión, que se encuentra en la Forêt communal d'Épinal al noreste de la comunidad de Épinal, Francia.

## Localización
Está situado en "Le Saut-le-Cerf", en el bosque comunal de Épinal de 3600 hectáreas de extensión.
- Días lluviosos: Promedio de 200 días de precipitaciones al año;
- Promedio Anual de Precipitaciones: 1 900 mm,
- Temperatura media: 13,5 °C.

## Historia
Épinal es conocido por sus parques y jardines, así como un gran bosque comunal el "Forêt d'Épinal" donde se ubica el arboreto junto a la barriada de "Le Saut-le-Cerf".
Esta es zona de tierra agrícola y una vez fue uno de los teatros de la expansión de Epinal. Uno de los primeros asentamientos resultado del desarrollo de muchos cuarteles para las víctimas en el trágico bombardeo de la última guerra.

## Colecciones
El tipo de bosque instalado después de la Edad de Hielo fue el hayedo-abetal con su sotobosque floral y de arbustos aún presente en la zona: serbal, mostajo, acebo, espino cerval, digitalis purpurea, epilobios, mirtos, helecho águila, brezos, etc.
La plantación de abetos de Nordmann después de la Segunda Guerra Mundial, fue pensada inicialmente para ocultar los estragos del conflicto. 